# هشام علوان
هشام علوان هو قاص، وروائي، ومقدم برامج مصري، ومذيع بإذاعة صوت العرب، وعضو عامل باتحاد كُتّاب مصر وبأتيلييه القاهرة.

## حياته
ولد هشام علوان سنة 1969م بمصر، وحصل على ليسانس الآداب في قسم اللغة الإنجليزية عام 1996م، وفي نفس العام نشر أول كتاب أدبي له ضمن سلسلة إصدارات «أدب الجماهير» بعنوان «سُكْتُمْ .. بُكْتُمْ»؛ وهو عبارة عن ديوان شعري بالعاميّة المصرية. وفي عام 1997م نشر أول عمل روائي له بعنوان «واحة الخِصْيان»، وقد فازتْ هذه الرواية بالمركز الثالث في جائزة سعاد الصباح للإبداع الروائي لعام 1998م - 1999م. كما نشر العديد من النصوص في: «أخبار الأدب»، و«الأهرام»، و«الأهرام المسائي»، و«المساء»، و«الثقافة الجديدة»، و«الخليج الإماراتية»، و«كل الأسرة»، و«الشروق الإماراتية»، وغيرها من الصحف الأدبية و بعض المواقع الإلكترونية المعنية بالثقافة و الإبداع.

## أعماله
ألف هشام علوان العديد من الروايات و القصص، أبرزها:
| عنوان الكتاب                         | تاريخ الإصدار        | دار النشر                                            | لغة الكتاب | الترقيم الدولي       |
| ------------------------------------ | -------------------- | ---------------------------------------------------- | ---------- | -------------------- |
| وحيد مثل الألفة                      | 04 ديسمبر 2014م      | دار الأدهم للنشر والتوزيع                            | العربية    |                      |
| الثعلب يبيض                          | 21 سبتمبر 2015م      | دار الحدائق للطباعة والنشر والتوزيع                  | العربية    | 9786144390566        |
| سر الجرة - المرحلة الخامسة           | 01 يناير 2014م       | أصالة للطباعة والنشر والتوزيع السلسلة: اصعد مع أصالة | العربية    | 9786144029527        |
| دفاتر قديمة                          | 01 يناير 2012م       | مكتبة الدار العربية للكتاب                           | العربية    | 9789772936885        |
| المواوية                             | 2005م                | إيزيس للإبداع والثقافة                               | العربية    | ASIN: 9773740567     |
| سلسلة كتاب قطر الندى: فاتي أسد نباتي | 2013م                | هيئة قصور الثقافة مصر                                | العربية    |                      |
| خارج العلبة                          | 2015م                | دار أصالة، بيروت                                     | العربية    |                      |
| سلسلة سنابل: مجلس الجدات             | 2015م                | الهيئة المصرية العامة للكتاب                         | العربية    |                      |
| صباح الخير                           | 2017م                | الهيئة المصرية العامة للكتاب                         | العربية    | ISBN13 9789779117980 |
| تحول الكائنات                        | آخر ديسمبر عام 2002م | مكتبة الأسرة، الهيئة المصرية العامة للكتاب           | العربية    |                      |
| سلسلة كتاب قطر الندى: خيال ظل المهرج | 2003م                | هيئة قصور الثقافة                                    | العربية    |                      |
| حكاية طائر النوم                     | 2004م                | دائرة الثقافة و الإعلام بالشارقة                     | العربية    | ردمك ISBN 9948043065 |
| سلسلة كتاب قطر الندى: قاطرة الخيال   | 2009م                | هيئة قصور الثقافة                                    | العربية    |                      |

وقد كُتبت عن أعماله دراسات و مقالات للأساتذة النقاد: إبراهيم فتحي، جورج جحا، رمضان بسطاويسي، مجدي توفيق، البهاء حسين، عبد الناصر العيسوي، صبري عبد الله قنديل، قصي اللبدي، سعد القرش، فارس خضر، محمود قرني، محمد عبد الحافظ ناصف، إبراهيم حمزة، جمال الطيب، فرج مجاهد عبد الوهاب... وغيرهم من النقاد، ويجدر بالذكر أن له العديد من المؤلفات التي حازت على عدة جوائز.

## الجوائز
حصل هشام علوان في عام 2004م على جائزتيّ الصدى للمبدعين الشباب بدبي في مجال القصة القصيرة (تغيّر اسمها إلى جائزة دبي الثقافية فيما بعد)، عن مجموعة: «شجرة الست»، و كذلك على جائزة الشارقة للإبداع في قصص الأطفال، وتم تكريمه بدولة الإمارات العربية المتحدة في دبي و الشارقة. وحصل أيضاً على جائزة تريم عمران الصحفية للمقال الصحفي في دورتها الثالثة للعام 2005م - 2006م، وكذلك على جائزة دار الحدائق لأفضل قصة فكاهية «الثعلب يبيض» التي حصلت على المركز الأول على مستوى الوطن العربي عام 2014م.